# Palácio Akasaka

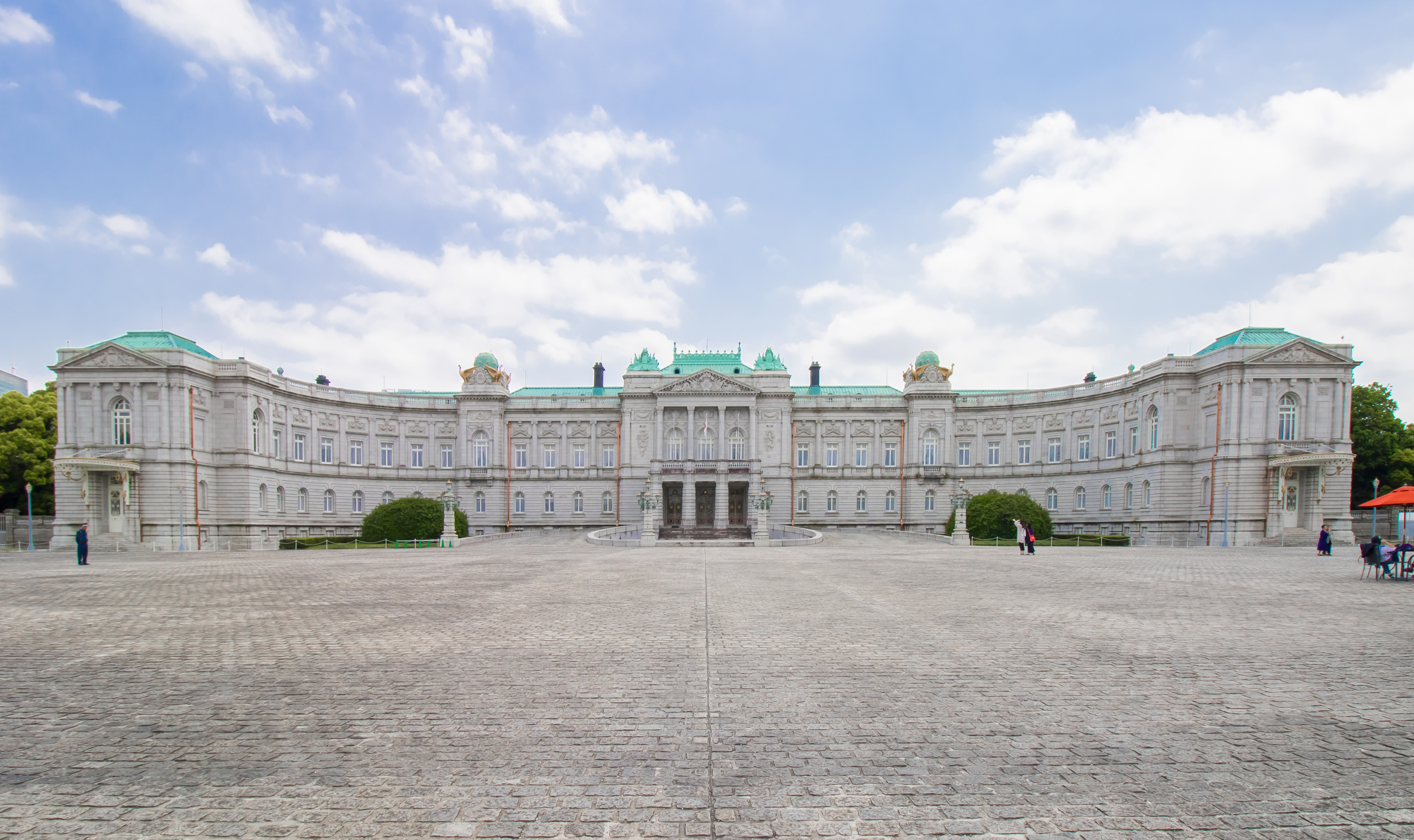
Palácio Akasaka, em 2019.

O Palácio Akasaka é uma instalação do governo do Japão que acomoda visitantes de Estado. Localizado no distrito de Akasaka, em Tóquio, passou a exercer sua atual função em 1974. Projetado pelo arquiteto Katayama Tokuma em um estilo neobarroco, o Palácio Akasaka serviu como a residência do Príncipe Herdeiro do Japão.

## Galeria

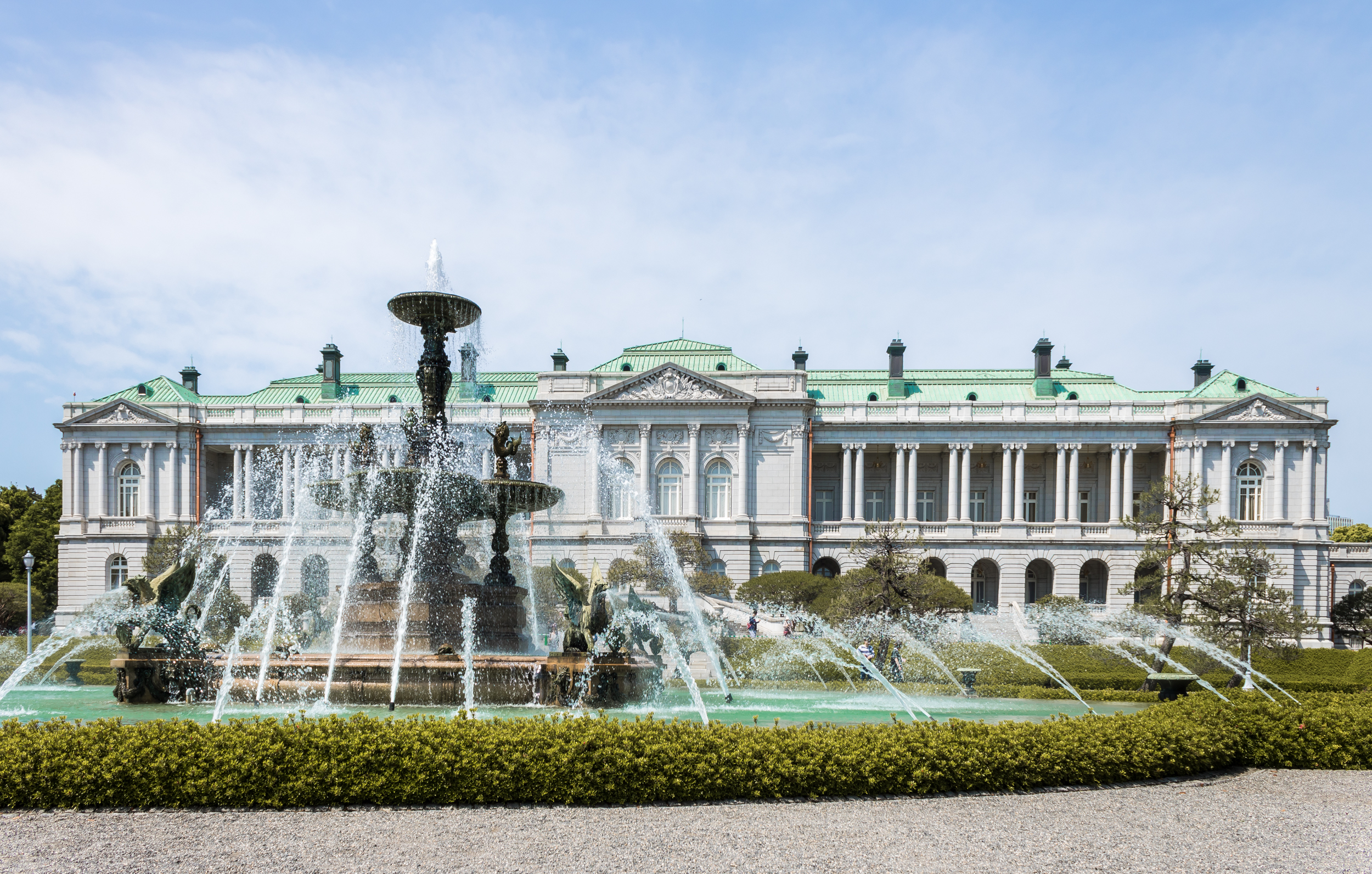
O edifício principal e a fonte
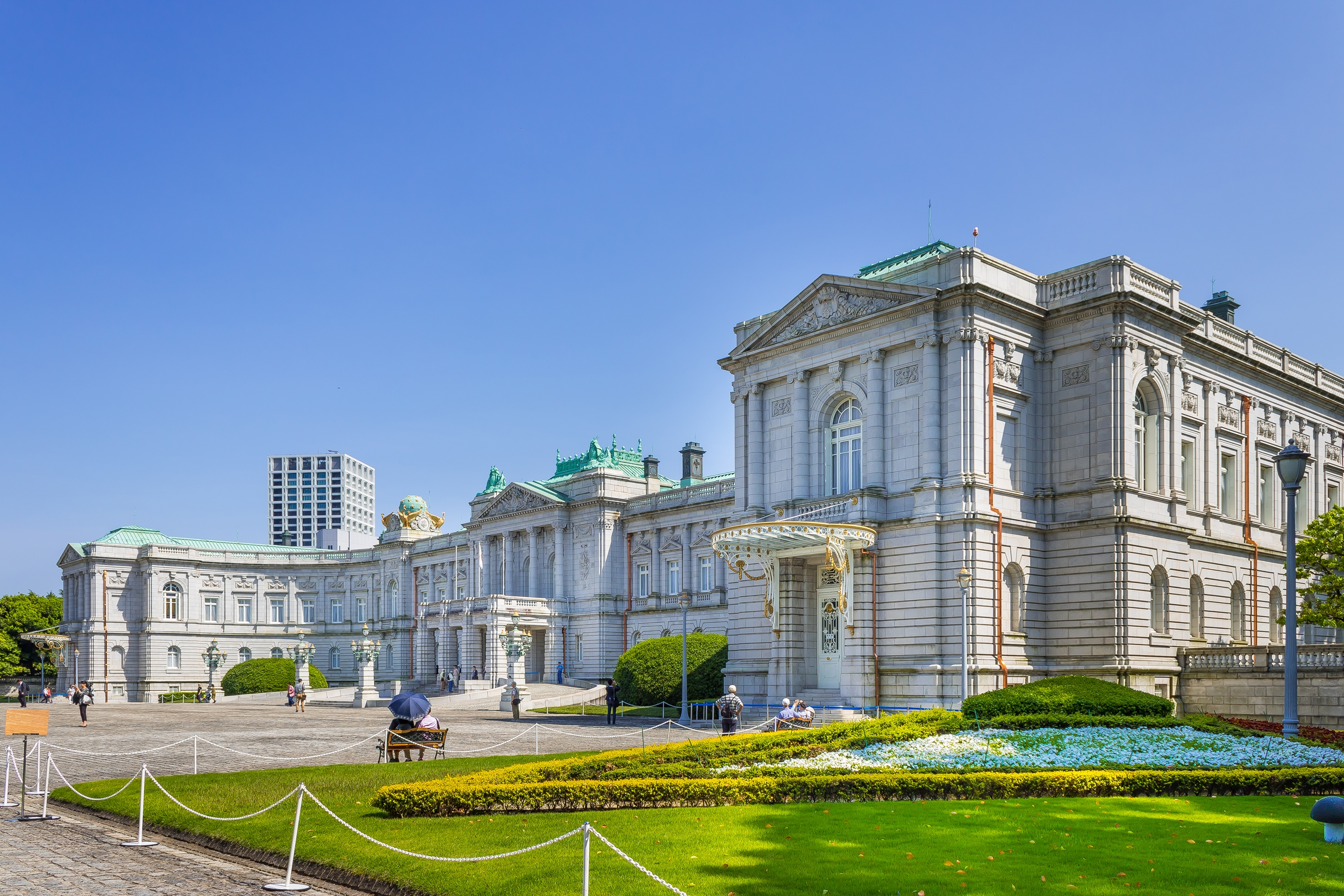
O edifício principal e o jardim principal
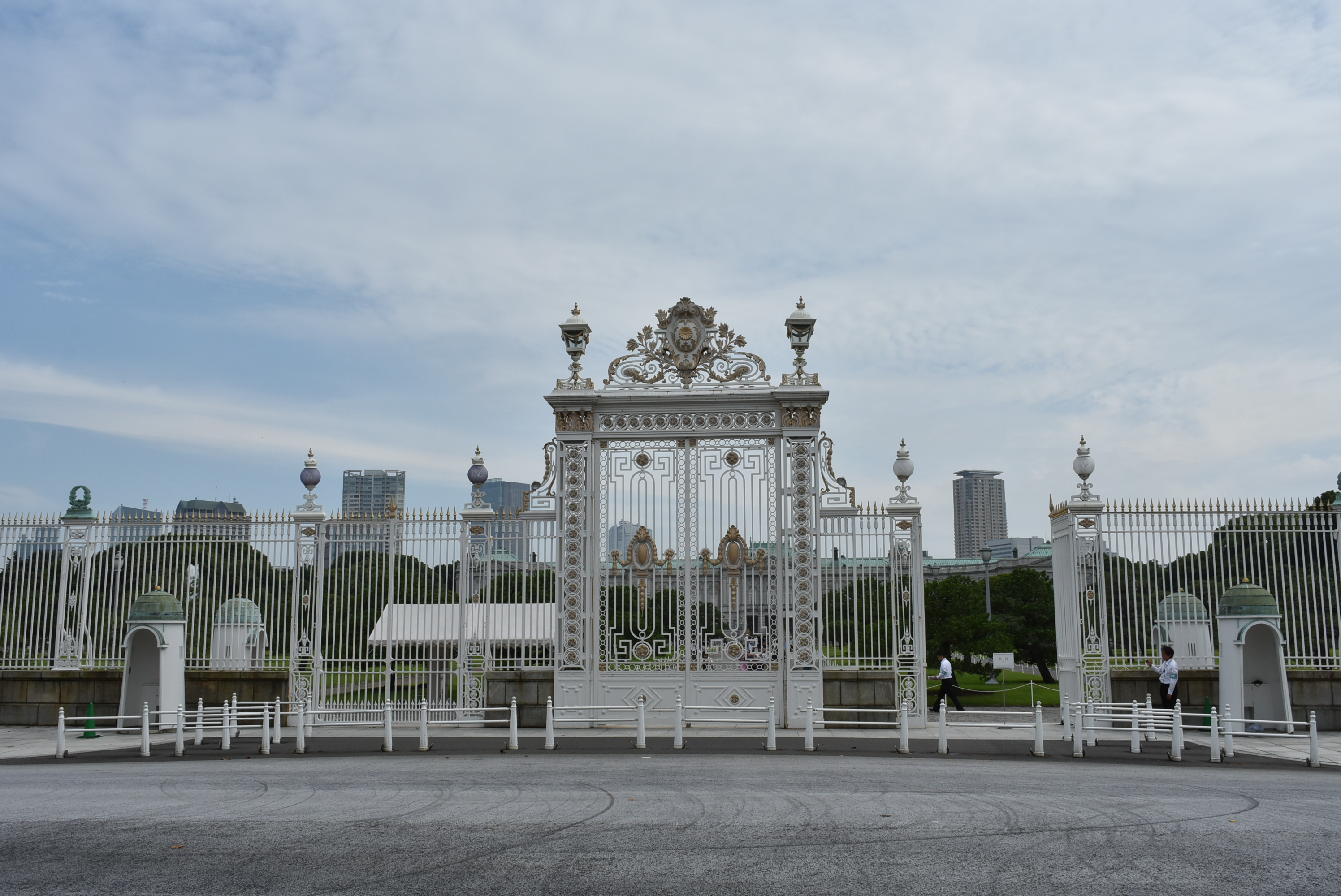
Portão do Palácio de Akasaka
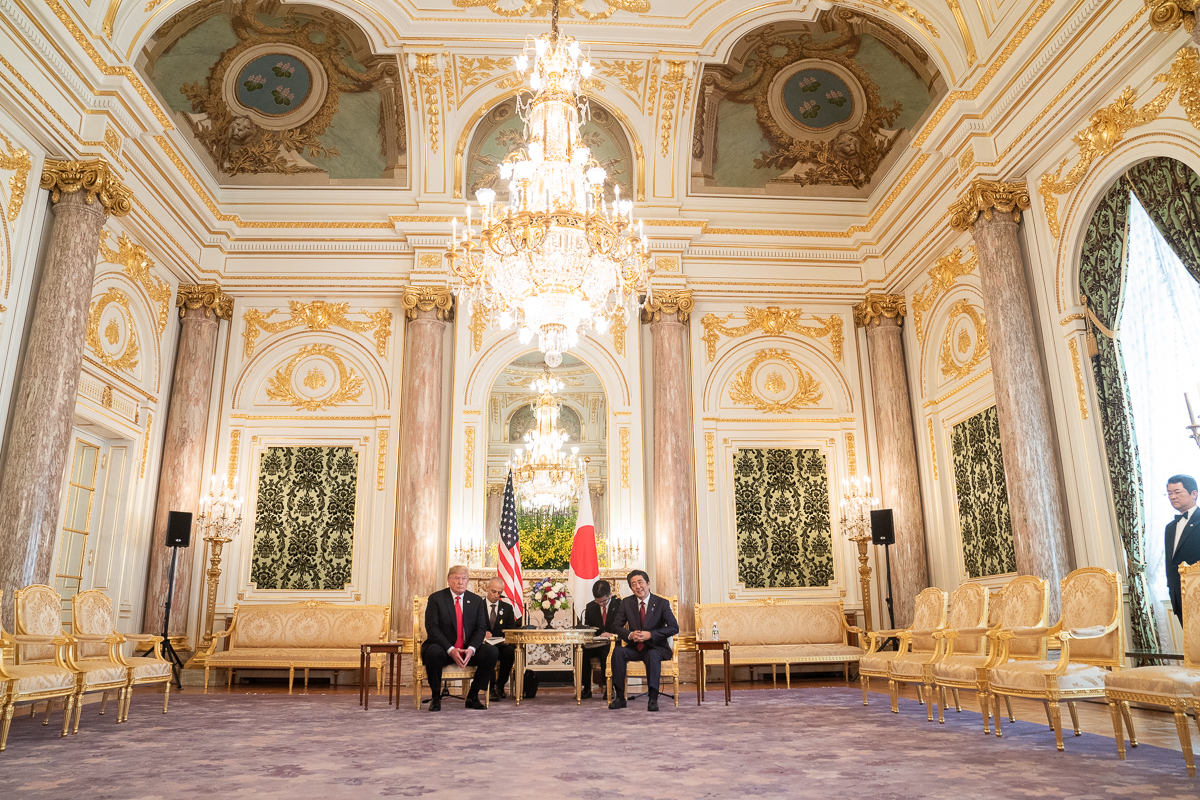
O presidente Donald J. Trump está participando de uma reunião bilateral expandida com o primeiro-ministro japonês Shinzo Abe.